# Elektrizitätswerk Niederlößnitz
Das stillgelegte Elektrizitätswerk Niederlößnitz liegt im Stadtteil Wahnsdorf der sächsischen Stadt Radebeul, im Lößnitzgrund 46/48. Es beherbergte unter anderem den Fuhrpark der ENSO Strom AG. Heute hat u. a. der Verein Traditionsbahn Radebeul dort Räumlichkeiten.
Mehrere Gebäude des Ensembles auf dem Grund der ehemaligen Carlowitz-Mühle an der Lößnitzgrundbahn und der Lößnitz stehen unter Denkmalschutz.

## Geschichte

Haus A, um 1903

1895 wurde auf dem Anwesen der 1538 als Carlowitz-Mühle ersterwähnten Pönitzsch-Mühle durch die Aktiengesellschaft Elektrizitätswerke, vorm. O. L. Kummer & Co. (Niedersedlitz) ein Elektrizitätswerk errichtet. Ab 1896 liefen dort zwei Dampfmaschinen mit je 250 PS, die je einen Einphasen-Wechselstrom-Generator mit 170 kW Leistung betrieben. Damit wurde die Beleuchtung der umliegenden Gemeinden Oberlößnitz, Niederlößnitz, Alt-Radebeul, Serkowitz sowie ein kleiner Teil von Kötzschenbroda versorgt. Über den Gleisanschluss an die schmalspurige Lößnitzgrundbahn bei Kilometer 2,84 wurde das Werk von 1896 bis 1928 mit Kohle versorgt.
Um die Versorgung nicht nur der Nachtbeleuchtung sicherstellen zu können, wurde 1899 die Leistung verdoppelt, und mit der Umstellung auf einen Ganztagesbetrieb konnte auch die Versorgung der Lößnitzbahn, der Überlandstraßenbahn zwischen dem Straßenbahn-Umsteigepunkt Mickten und Kötzschenbroda, aufgebaut werden.
1901 meldeten die Kummer-Werke Konkurs an. Daraufhin übernahm im Jahr 1902 auf Veranlassung der Gemeindevorstände Max Herz von Niederlößnitz und Robert Werner von Radebeul ein Verband der Gemeinden Niederlößnitz, Oberlößnitz, Radebeul und Serkowitz die fortan als Elektrizitätswerk Niederlößnitz (Gemeindeverband) weiterbetriebene Anlage.

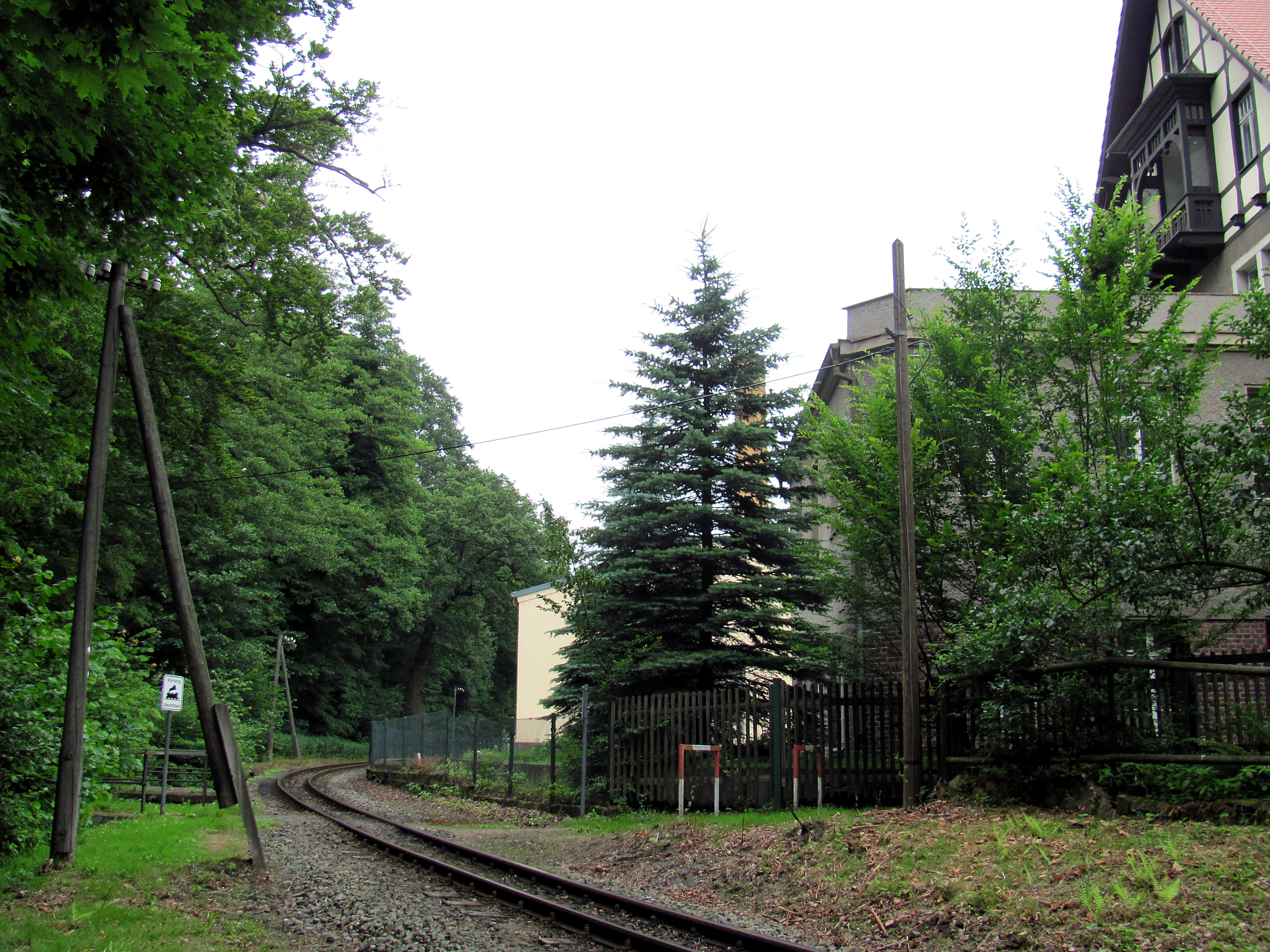
Haus A am Gleis der Lößnitzgrundbahn; ganz links eine Fußgängerbrücke über den Lößnitzbach

1903 errichteten die Gebrüder Ziller das neue Verwaltungsgebäude (Haus A), auch die Produktionsanlagen wurden erweitert. Es erfolgte die Umstellung von 2000-Volt-Einphasen-Wechselstrom auf 10-kV-Drehstrom. Damit vergrößerte sich die versorgte Fläche auf das Gebiet zwischen Sörnewitz und Klotzsche einschließlich der gesamten Lößnitz. Über ein Elbkabel wurde zwischen 1905 und 1916 auch die linkselbische Straßenbahn Dresden-Cossebaude versorgt.
Der Gemeindeverband Elektrizitätswerk Niederlößnitz trat 1920 dem Zweckverband „Vorortsammelschiene“ bei. Im selben Jahr erfolgte der Beitritt in den Elektrizitätsverband Gröba. Zum Anschluss an dessen 60-kV-Netz wurde das Umspannwerk Kötitz errichtet. Infolge des Beitritts verlegte der Elektrizitätsverband Gröba 1924 seinen Hauptsitz nach Niederlößnitz.
1928 wurde der Kraftwerksbetrieb eingestellt, die Anlagen eingemottet und auf dem Gelände eine Umspannstation errichtet. Nach dem Zweiten Weltkrieg gingen die Kraftwerksanlagen wieder in Betrieb, bis sie 1962 aus Rentabilitätsgründen abgeschaltet werden mussten. Während dieser Zeit erfolgte wieder die Kohleversorgung über die anliegende Schmalspurbahn. Dazu waren täglich bis zu fünf Güterzugfahrten notwendig. Mit der endgültigen Einstellung des Kraftwerksbetriebs wurde auch der Gleisanschluss an die Lößnitzgrundbahn abgebrochen.
Die Gebäude wurden 1991 grundlegend saniert und wurden bis 1998 durch die ENSO Strom AG genutzt. Zudem hat der Traditionsbahn Radebeul e. V. hier seinen Vereinssitz. Später wurde das Areal Lößnitzgrundstraße 46/48 bis 60/62 an Dritte vermietet und u. a. für das Karl-May-Fest genutzt. Im Februar 2019 kaufte die Stadt Radebeul das Areal zur weiteren Nutzung.

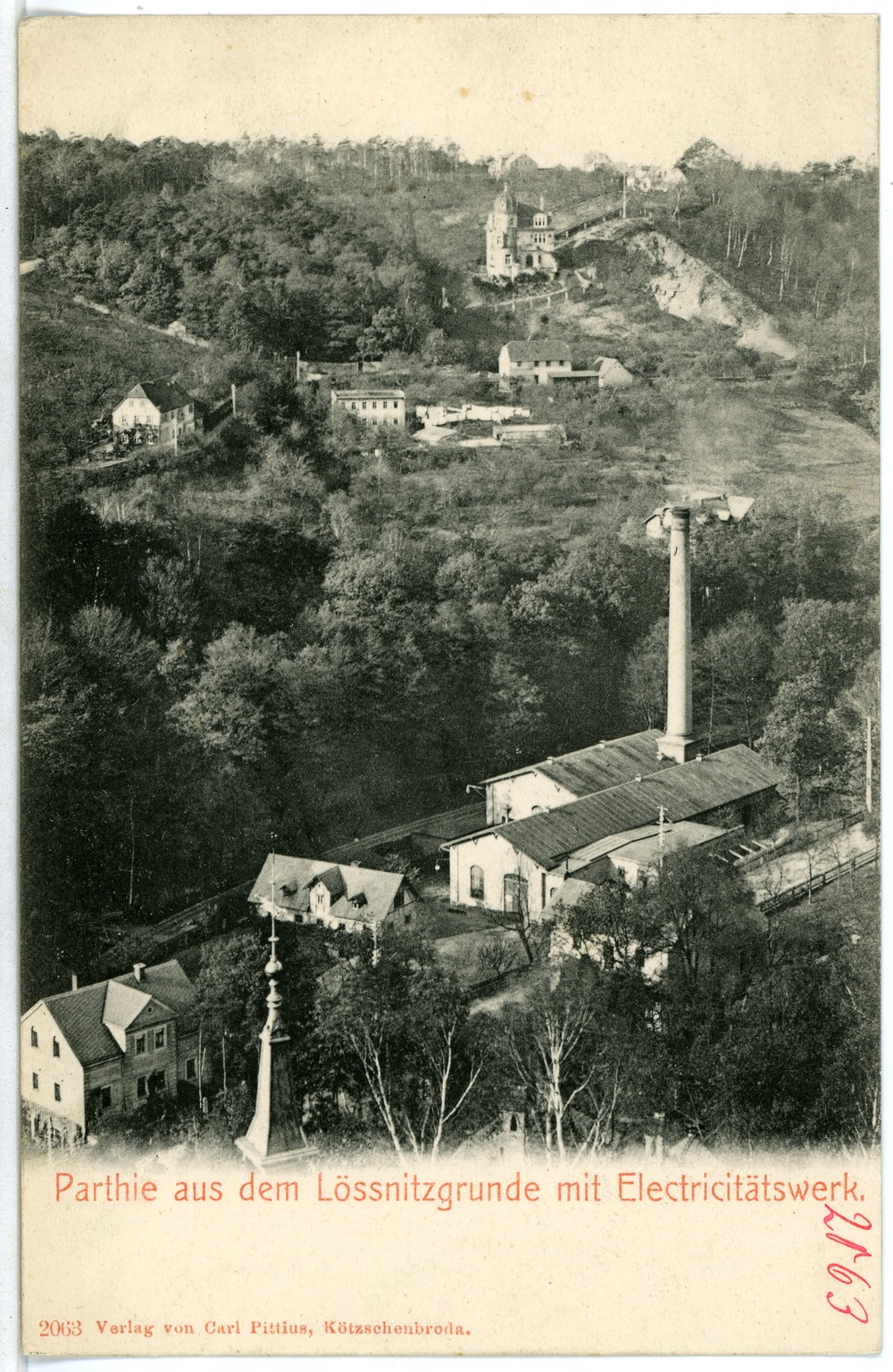
Elektrizitätswerk 1901
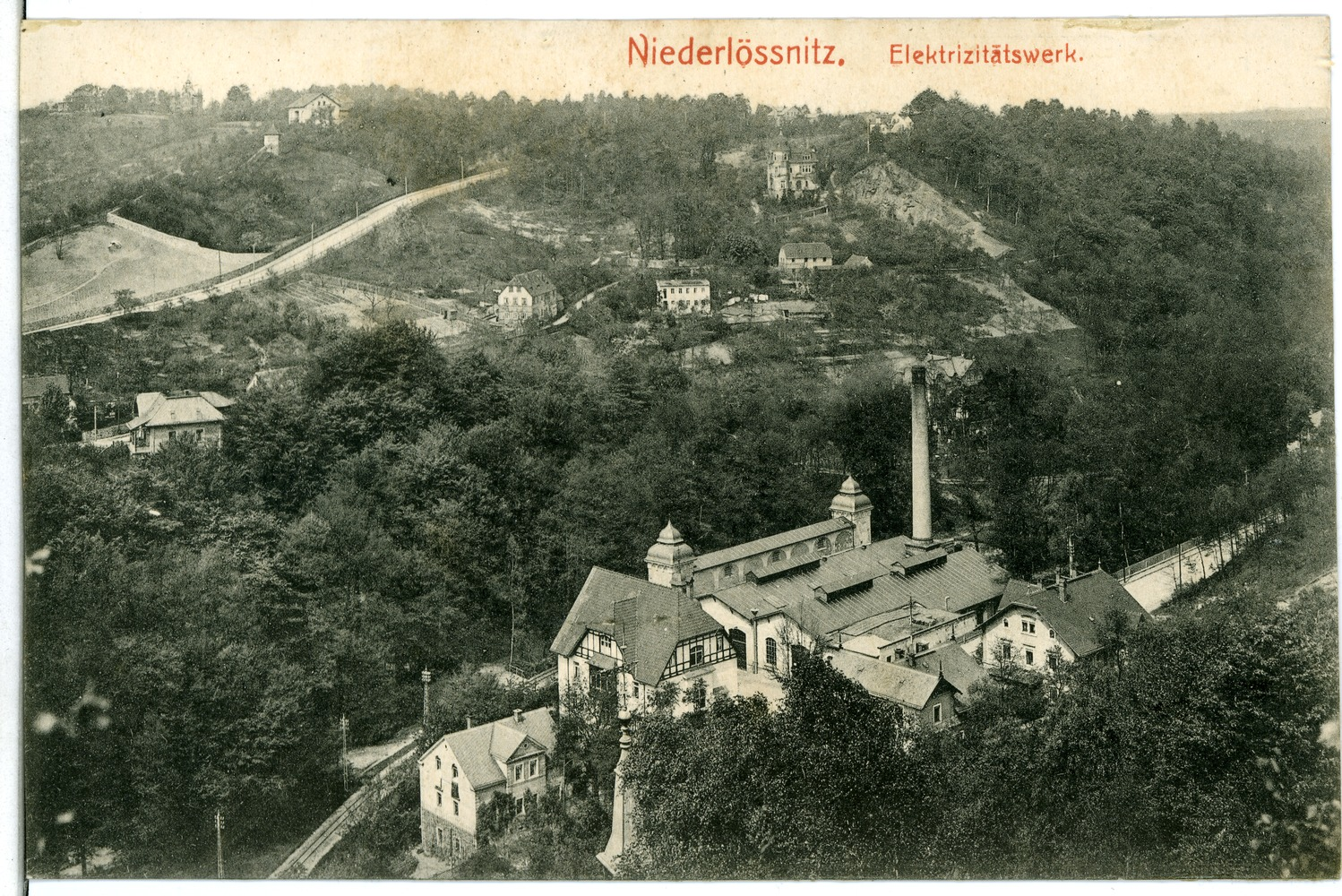
Elektrizitätswerk 1909

## Beschreibung

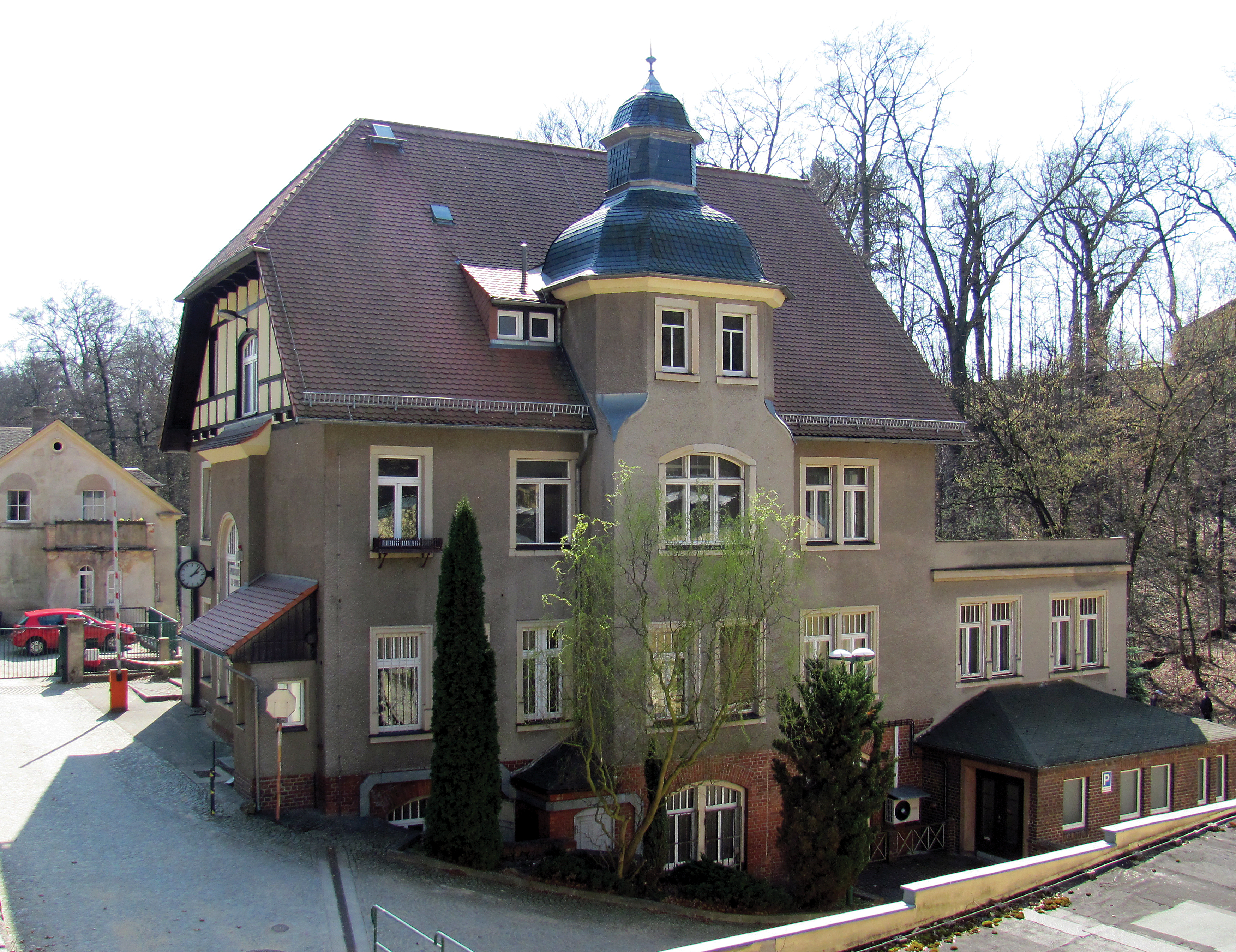
Elektrizitätswerk Niederlößnitz Haus A

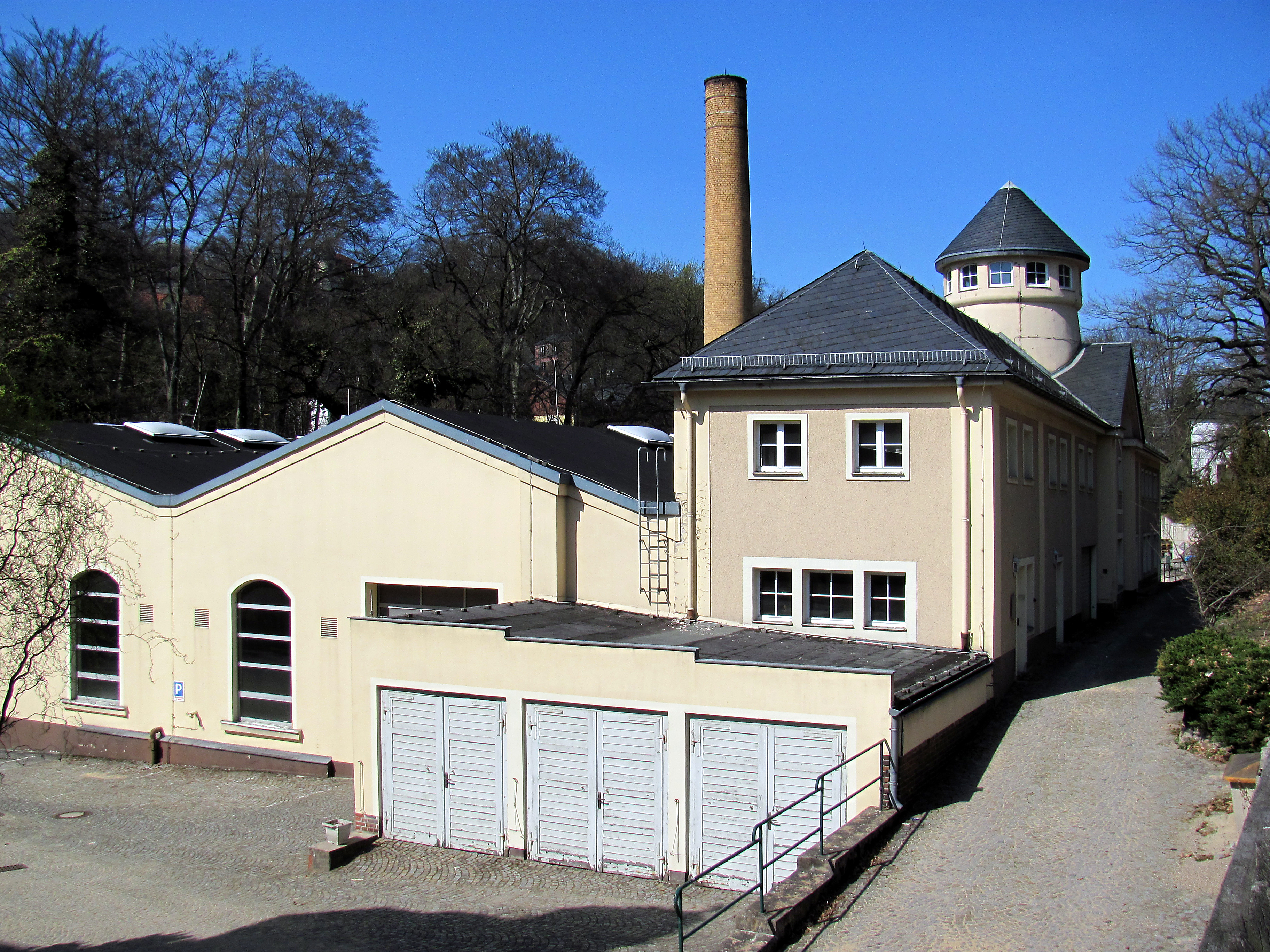
Elektrizitätswerk Niederlößnitz Haus B

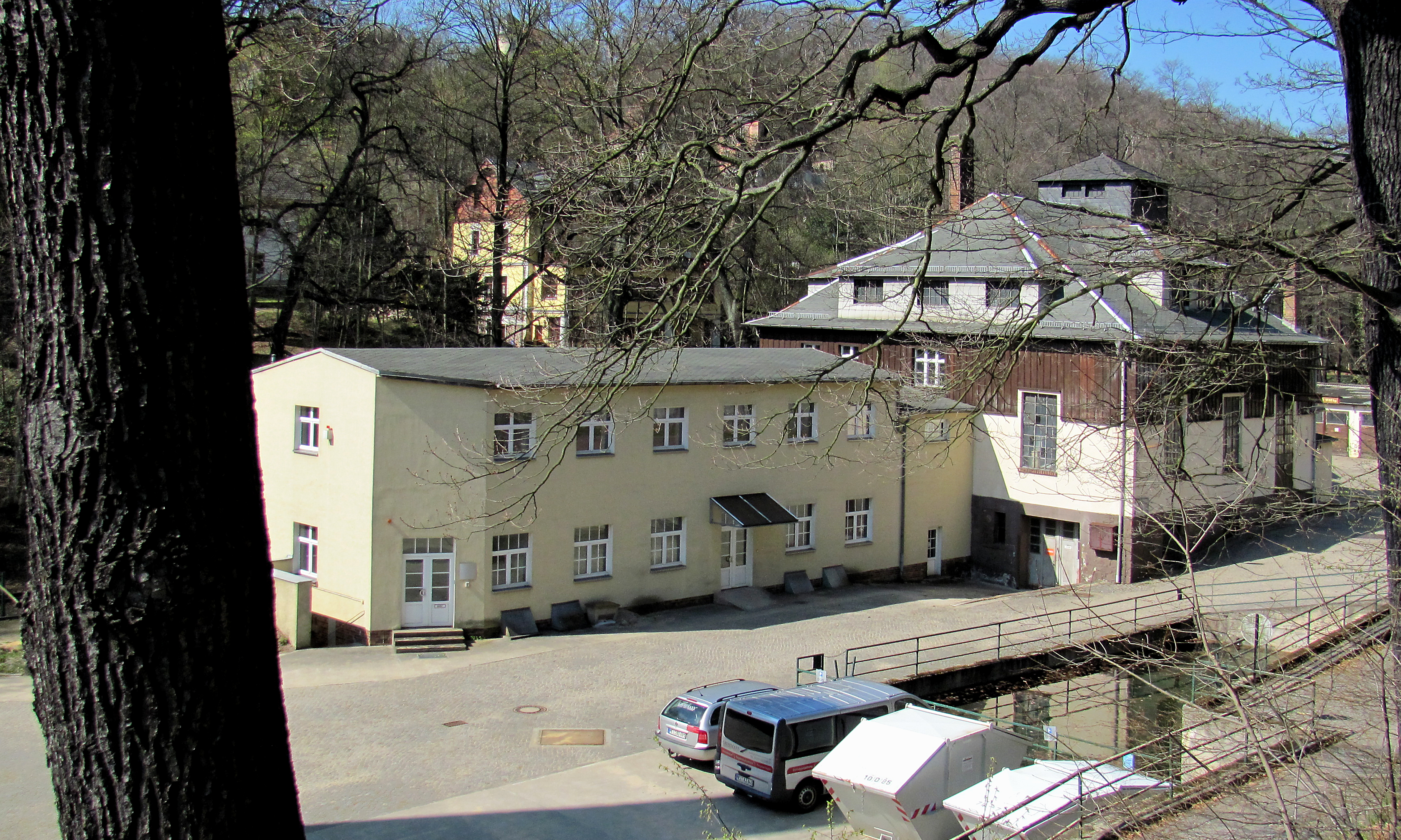
Elektrizitätswerk Niederlößnitz Haus C und D

Der Komplex besteht aus vier Bauwerken, von denen das Haus A als Verwalterhaus unter der Adresse Lößnitzgrundstraße 46 zu finden ist, während die Häuser B, C und D zur Adresse Nr. 48 gehören. Häuser A, B und D stehen unter Denkmalschutz.

### Haus A
Das 1903 anstelle der alten Pönitzschmühle durch die Gebrüder Ziller erbaute Verwaltungsgebäude Haus A ist ein wegen der Hanglage zwei- bis dreigeschossiges Gebäude mit einem zur Straße hin einseitigen Krüppelwalmdach. Vor der rechten Traufseite, zum Innenhof hin, steht ein Mittelrisalit mit einer Haube mit Laterne. Auf der gegenüberliegenden Traufseite befindet sich ein Zwerchgiebel mit einem Krüppelwalm. Auf der Rückseite des Gebäudes, zum Lößnitzbach hin, hängt im Giebel ein Holzbalkon mit einer geschwungenen Verdachung, darunter steht vor dem Gebäude ein zweigeschossiger Anbau.
Der Bau ist schlicht verputzt und durch Sandsteine gegliedert, alle drei Giebel zeigen Fachwerk. Während das Dach durch Dachziegel gedeckt ist, ist die Haube verschiefert.

### Haus B
Das um 1910 errichtete Haus B ist ein langgestreckter, wegen der Hanglage zwei- bis dreigeschossiger Werksbau entlang der Lößnitzgrundstraße. In der Straßenansicht steht mittig ein Risalit mit einem Dreiecksgiebel, in dessen Giebelfeld sich eine Kartusche mit einem Blitzzeichen befindet. Auf dem First des flachen Walmdachs steht ein Rundturm mit einem konischen Sockel, darüber einem überkragenden Fenstergeschoss sowie einer Kegelhaube.
Die Verputzung ist differenziert gegliedert, die Gebäudekanten werden durch Lisenen betont. Die Fenster sind durch Betongewände eingefasst.
Auf der Gebäuderückseite, zum Fluss hin, stehen zwei traufseitig aneinandergebaute Hallen mit flachen Satteldächern, dazu ein hoher Schornstein aus verschiedenfarbigen Ziegeln.

### Haus D, angebaut an Haus C
Der um 1925 errichtete Hallenbau über einem Bruchstein-Sockelgeschoss hat ein Walmdach mit breiten Dachaufbauten. Auf dem First steht ein viereckiger Turm mit einem Zeltdach. Die obere Hälfte des verputzten Vollgeschosses ist verbrettert, die hohen Fenster haben Industrieverglasung.